# オクラホマシティ・サンダーのチーム記録
オクラホマシティ・サンダーチーム記録はNBAのオクラホマシティ・サンダーと前身のシアトル・スーパーソニックスのチーム記録である。
現役選手の記録も取り上げる。各部門のランク中、太字の（現役）は現在このチームに在籍していることを表す。
- 各部門のランク内では2024-2025シーズンまでの記録を反映している。

## 通算得点
1. 18,859　ラッセル・ウェストブルック（現役）
2. 18,207　ゲイリー・ペイトン
3. 17,566　ケビン・デュラント（現役）
4. 14,018　フレッド・ブラウン
5. 12,034　ジャック・シクマ
6. 10,405　シェイ・ギルジャス＝アレクサンダー（現役）
7. 10,251　ラシャード・ルイス
8. 10,148　ショーン・ケンプ
9. 9,676　ガス・ウィリアムス
10. 9,405　デイル・エリス

## 通算リバウンド
1. 7,729　ジャック・シクマ
2. 5,978　ショーン・ケンプ
3. 5,760　ラッセル・ウェストブルック（現役）
4. 4,701　ニック・コリソン
5. 4,518　ケビン・デュラント（現役）
6. 4,240　ゲイリー・ペイトン
7. 4,029　スティーブン・アダムズ（現役）
8. 3,975　マイケル・ケイジ
9. 3,954　スペンサー・ヘイウッド
10. 3,875　サージ・イバーカ（現役）

## 通算アシスト
1. 7,384　ゲイリー・ペイトン
2. 6,897　ラッセル・ウェストブルック（現役）
3. 4,893　ネイト・マクミラン
4. 3,160　フレッド・ブラウン
5. 2,865　ガス・ウィリアムス
6. 2,777　レニー・ウィルケンス
7. 2,363　ケビン・デュラント（現役）
8. 2,345　ジャック・シクマ
9. 2,274　スリック・ワッツ
10. 2,092　シェイ・ギルジャス＝アレクサンダー（現役）

## 通算ブロック（73-74シーズンから）
1. 1,300　サージ・イバーカ（現役）
2. 959　ショーン・ケンプ
3. 705　ジャック・シクマ
4. 639　ケビン・デュラント（現役）
5. 531　スティーブン・アダムズ（現役）
6. 500　アルトン・リスター
7. 469　ニック・コリソン
8. 420　トム・バールソン
9. 375　デリック・マッキー
10. 362　ラシャード・ルイス

## 通算スティール（73-74シーズンから）
1. 2,107　ゲイリー・ペイトン
2. 1,544　ネイト・マクミラン
3. 1,442　ラッセル・ウェストブルック（現役）
4. 1,149　フレッド・ブラウン
5. 1,086　ガス・ウィリアムス
6. 833　スリック・ワッツ
7. 775　ショーン・ケンプ
8. 774　ケビン・デュラント（現役）
9. 755　ジャック・シクマ
10. 708　ラシャード・ルイス

## 出場試合
1. 999　ゲイリー・ペイトン
2. 963　フレッド・ブラウン
3. 910　ニック・コリソン
4. 821　ラッセル・ウェストブルック（現役）
5. 796　ネイト・マクミラン
6. 715　ジャック・シクマ
7. 641　ケビン・デュラント（現役）
8. 625　ショーン・ケンプ
9. 617　ラシャード・ルイス
10. 530　スティーブン・アダムズ（現役）

## 3ポイントシュート（NBAでは79-80より公式記録）成功
1. 1,143　ケビン・デュラント（現役）
2. 973　ラシャード・ルイス
3. 922　ラッセル・ウェストブルック（現役）
4. 917　ゲイリー・ペイトン
5. 869　レイ・アレン
6. 734　ルゲンツ・ドート（現役）
7. 699　デイル・エリス
8. 669　ブレント・バリー
9. 592　サム・パーキンス
10. 563　シェイ・ギルジャス＝アレクサンダー（現役）

## フリースロー成功
1. 4,685　ラッセル・ウェストブルック（現役）
2. 4,599　ケビン・デュラント（現役）
3. 3,044　ジャック・シクマ
4. 2,780　ショーン・ケンプ
5. 2,706　ゲイリー・ペイトン
6. 2,638　シェイ・ギルジャス＝アレクサンダー（現役）
7. 2,150　トム・チェンバース
8. 1,926　レニー・ウィルケンズ
9. 1,896　フレッド・ブラウン
10. 1,795　スペンサー・ヘイウッド

## 50得点以上
58得点
- フレッド・ブラウン（vs GSW / 1974年3月23日）
- ラッセル・ウェストブルック（vs POR / 2017年3月7日）

57得点
- ラッセル・ウェストブルック（vs ORL / 2017年3月29日）

54得点
- レイ・アレン（vs UTA / 2007年1月12日）
- ラッセル・ウェストブルック（vs IND / 2015年4月12日）
- シェイ・ギルジャス＝アレクサンダー（vs UTA / 2025年1月22日）

53得点
- デイル・エリス（vs MIL / 1989年11月9日）

52得点
- シェイ・ギルジャス＝アレクサンダー（vs GSW / 2025年1月29日）

51得点
- スペンサー・ヘイウッド（vs KCO / 1973年1月3日）
- ラッセル・ウェストブルック（vs PHX / 2016年10月28日）
- ラッセル・ウェストブルック（vs HOU / 2017年4月19日）（プレーオフ）
- シェイ・ギルジャス＝アレクサンダー（vs HOU / 2025年3月3日）

50得点
- ラシャード・ルイス（vs LAC / 2003年10月31日）（日本で行われた試合における記録）
- ラッセル・ウェストブルック（vs DEN / 2017年4月9日）
- シェイ・ギルジャス＝アレクサンダー（vs PHX / 2025年2月5日）

## その他
- シーズン最多平均スタッツ
  - 得点：32.7　シェイ・ギルジャス＝アレクサンダー（2024-25シーズン）
  - リバウンド：13.4　スペンサー・ヘイウッド（1973-74シーズン）
  - アシスト：10.7　ラッセル・ウェストブルック（2018-19シーズン）
  - スティール：3.2　スリック・ワッツ（1975-76シーズン）
  - ブロック：3.7　サージ・イバーカ（2011-12シーズン）
- シーズン最多通算スタッツ
  - 得点：2,593　ケビン・デュラント（2013-14シーズン）
  - リバウンド：1,038　ジャック・シクマ（1981-82シーズン）
  - アシスト：840　ラッセル・ウェストブルック（2016-17シーズン）
  - スティール：261　スリック・ワッツ（1975-76シーズン）
  - ブロック：242　サージ・イバーカ（2012-13シーズン）
- 新人最多平均スタッツ（シアトル時代）
  - 得点：20.3　ケビン・デュラント（2007-08シーズン）
  - リバウンド：12.0　ピート・クロス（1970-71シーズン）
  - アシスト：8.2　ネイト・マクミラン（1986-87シーズン）
- 新人最多平均スタッツ（オクラホマ時代）
  - 得点：16.5　チェット・ホルムグレン（2023-24シーズン）
  - リバウンド：7.9　チェット・ホルムグレン（2023-24シーズン）
  - アシスト：5.3　ラッセル・ウェストブルック（2008-09シーズン）
- トリプル・ダブル達成回数（1979-80シーズンより公式記録）
  - 138回：ラッセル・ウェストブルック
  - 14回：ゲイリー・ペイトン
  - 11回：ジョシュ・ギディー
  - 10回：レニー・ウィルケンズ
- ソニックス一筋のネイト・マクミランだが、ディフェンスのスペシャリストなので出場試合数では歴代3位だが、得点ランクでは大幅に順位が下がる。キャリアのハイライトは1996年のシカゴ・ブルズとのNBAファイナルでマイケル・ジョーダンをマークするために投入されたことである。しかしそのシーズン故障がちだったこともありジョーダンを十分に抑えきることはできずにソニックスは2勝4敗で敗れて優勝を逃した。
- 2016-2017シーズン、ラッセル・ウェストブルックがトリプルダブル42回のNBA新記録を樹立、シーズン平均でも31.6点、10.4アシスト、10.7リバウンドとし、オスカー・ロバートソン以来史上２人目の平均トリプルダブルを達成した。

## 主なアメリカ国籍以外の選手
- デトレフ・シュレンプ（ドイツ）
- ウラジミール・ラドマノヴィッチ（セルビア）
- ネナド・クリスティッチ（セルビア）
- ターボ・セフォロシャ（スイス・南アフリカ共和国）
- スティーブン・アダムズ（ニュージーランド）
- ドマンタス・サボニス（リトアニア）
- シェイ・ギルジャス＝アレクサンダー（カナダ）
- ルゲンツ・ドート（カナダ）
- ダニーロ・ガリナリ（イタリア）
- アル・ホーフォード（ドミニカ共和国）
- テオ・マレドン（フランス）
- アレクセイ・ポクシェフスキー（セルビア）
- ジョシュ・ギディー（オーストラリア）
- ウスマン・ジェン（フランス）
- ウスマン・ガルバ（スペイン）
- ダービス・ベルターンス（ラトビア）
- バシリエ・ミチッチ（セルビア）
- オリビエ・サー（フランス）
- ビスマック・ビヨンボ（コンゴ民主共和国）
- ニコラ・トピッチ（セルビア）
- エイジェイ・ミッチェル（ベルギー）